# Догузова, Зарина Валерьевна
Зари́на Вале́рьевна До́гу́зова (род. 25 апреля 1985, Цхинвали, Юго-Осетинская АО, Грузинская ССР, СССР) — российский государственный деятель, руководитель Ростуризма в 2019—2022 годах.

## Биография
Зарина Догузова родилась 25 апреля 1985 года в городе Цхинвали в Южной Осетии. В 2008 году она окончила факультет международной журналистики МГИМО, в 2008—2012 годах работала в департаменте пресс-службы и информации правительства России, в 2012—2019 — в управлении президента по общественным связям и коммуникациям. В 2015 году возглавила департамент по сопровождению крупных международных мероприятий в составе этого управления (в частности, она отвечала за освещение чемпионата мира по футболу 2018 года). С 2015 года является действительным государственным советником 3-го класса.
В феврале 2019 года Догузова возглавила Ростуризм; в связи с этим в СМИ писали о «кадровом сюрпризе», так как чиновница никогда не была связана с туризмом. Покровителем Догузовой, который пролоббировал её назначение, считают её бывшего руководителя в АП Алексея Громова. С именем Догузовой связывают ряд важных нововведений: «программу кэшбэка», цель которой — стимулирование внутреннего туризма, начало выдачи грантов на развитие внутреннего и въездного туризма, организацию летних и зимних чартеров по России. Социальные сети главы Ростуризма превратились в популярный тревел-блог.
В апреле 2021 года Догузова стала лауреатом премии GQ Super Women, в специальной номинации от BOSS «BOSS Woman. Внутренняя сила».
В июле 2021 года Фонд борьбы с коррупцией опубликовал расследование, посвящённое Догузовой. По данным ФБК, глава Ростуризма получила как нуждающаяся элитную квартиру в Москве; кроме того, она владеет гардеробом, стоимость которого оценивается в 30 миллионов рублей.
20 октября 2022 года Ростуризм был упразднён, его полномочия перешли к министерству экономического развития. От должности заместителя министра экономического развития, отвечающего за развитие туристической отрасли, Догузова отказалась.
12 декабря 2022 года Зарина Догузова вошла в состав экспертного совета при правительстве России в качестве советника при ректорате МГИМО.

## Семья
По официальным данным на октябрь 2022 года, Догузова не замужем, детей у неё нет.